# Бланкер, Тон
Антони (Тон) Бланкер (нидерл. Anthonie "Ton" Blanker; род. 15 сентября 1960, Амстердам), также известный как Тонни Бланкер (нидерл. Tonnie Blanker) — нидерландский футболист, игравший на позиции полузащитника.

## Биография

### Клубная карьера
Тон Бланкер начал свою футбольную карьеру в молодёжном составе клуба «ДВС». Затем Бланкер попал в футбольную школу амстердамского «Аякса». Карьера молодого футболиста могла закончится в самом её начале, когда Тон попал в аварию на своём скутере. Хирурги в течение восьми часов делали операцию Бланкеру, врачи сразу сказали что Тон никогда не будет играть в футбол. Днём позже Тон заявил своим родителям что не сдастся и станет продолжать заниматься футболом. В 1977 году Тон вновь начал играть за молодёжный состав «Аякса».
Официальный дебют Тона в основной команде «Аякса» состоялся 9 сентября 1979 года, хотя Тон до этого выходил на поле в амстердамском турнире против мадридского «Реала». В «Аяксе» Тон провёл всего один год после которого покинул клуб и перешёл в португальскую «Виторию Гимарайнш». Тон сыграл отличный сезон за «Виторию», и позже перешёл в испанскую «Сарагосу», чьим главным тренером был нидерландец Лео Бенхаккер.
Отыграв за «Сарагосу» один сезон Бланкер вернулся в Нидерланды, где сначала провёл один сезон за Эксельсиор, а затем в течение трёх лет с 1983 по 1986 год выступал за «Волендам», где Бланкер вновь встретил своего бывшего тренера Лео Бенхаккера. За «Волендам» Бланкер провёл 50 матчей и забил 14 мячей. Затем Тон уехал в США, где выступал за одни из непрофессиональный клуб внутреннего чемпионата США. В 1987 году Тон вновь вернулся в профессиональный футбол, и позже присоединился к бельгийскому «Жерминаль Беерсхот». Бланкер был вынужден завершить свою футбольную карьеру из-за травму связанной с позвоночником.

### После футбола
После завершения футбольной карьеры Тона ожидали огромные проблемы. Бланкер был арестован полицией, которая во время обыска его дома в Амстердаме нашла большое количество оружия и наркотиков, по словам свидетелей Бланкер занимался транспортировкой их на своём автомобиле. В сентябре 1995 года суд приговорил Тона к пяти лет тюремного заключения, но после подачи апелляции срок заключения составил 3 года. По сей день Бланкер настаивает, что является невиновным.

### Личная жизнь
Тон Бланкер женат на нидерландской певице Аните Хейлкер, у них есть дочь.